# Libia ai Giochi della XXIX Olimpiade
La Libia ha partecipato ai Giochi della XXIX Olimpiade di Pechino, svoltisi dall'8 al 24 agosto 2008, con una delegazione di 7 atleti.

## Atletica leggera
| Gara     | Atleta               | Tempo        | Posizione    |
| -------- | -------------------- | ------------ | ------------ |
| Maratona | Ali Mabrouk El Zaidi | non concluso | non concluso |

| Gara  | Atleta    | Batterie | Batterie | Semifinali | Semifinali | Finale | Finale |       |      |
| Gara  | Atleta    | Tempo    | Pos.     | Tempo      | Pos.       | Tempo  | Pos.   | Tempo | Pos. |
| ----- | --------- | -------- | -------- | ---------- | ---------- | ------ | ------ | ----- | ---- |
| 400 m | Ghada Ali | 1'06"19  | 8        |            |            |        |        |       |      |

## Ciclismo

### Su strada
| Gara           | Atleta         | Tempo        | Posizione    |
| -------------- | -------------- | ------------ | ------------ |
| Corsa in linea | Ahmed Belgasim | non concluso | non concluso |

## Judo
| Gara   | Atleta            | Preliminari | Tabellone principale              | Tabellone principale | Tabellone principale | Tabellone principale | Tabellone principale | Ripescaggi | Ripescaggi | Ripescaggi | Ripescaggi |
| Gara   | Atleta            | Preliminari | Sedicesimi                        | Ottavi               | Quarti               | Semifinali           | Finale               | 1º turno   | Quarti     | Semifinali | Finale     |
| ------ | ----------------- | ----------- | --------------------------------- | -------------------- | -------------------- | -------------------- | -------------------- | ---------- | ---------- | ---------- | ---------- |
| 100 kg | Mohamed Ben Saleh |             | Daniel Hadfi (Ungheria) 0000-1001 |                      |                      |                      |                      |            |            |            |            |

## Nuoto
| Gara                        | Atleta         | Batterie | Batterie | Semifinali | Semifinali | Finale | Finale |
| Gara                        | Atleta         | Tempo    | Pos.     | Tempo      | Pos.       | Tempo  | Pos.   |
| --------------------------- | -------------- | -------- | -------- | ---------- | ---------- | ------ | ------ |
| 100 m stile libero maschili | Sofyan El Gadi | 57"89    | 64       |            |            |        |        |
| 100 m rana femminili        | Asmahan Farhat | 1'21"68  | 47       |            |            |        |        |

## Taekwondo
| Gara  | Atleta         | Ottavi                               | Tabellone principale | Tabellone principale | Tabellone principale | Ripescaggi | Ripescaggi |
| Gara  | Atleta         | Ottavi                               | Quarti               | Semifinali           | Finale               | Semifinali | Finale     |
| ----- | -------------- | ------------------------------------ | -------------------- | -------------------- | -------------------- | ---------- | ---------- |
| 68 kg | Ezzideen Tlish | Dmitriy Kim (Uzbekistan) L 23-64 PTG |                      |                      |                      |            |            |